# Вулиця Фучика (Мелітополь)
Вулиця Фучика — вулиця Мелітополя, що йде від вулиці Героїв України до вулиці Шмідта. Паралельна і приблизно однакова за довжиною вулиці 8 Березня. Складається переважно з приватного сектора, за винятком одного дев'ятиповерхового будинку (вул. Фучика, 35). Покриття ґрунтове.

## Назва
Вулиця названа на честь Юліуса Фучика (1903—1943) — чехословацького журналіста та активіста комуністичної партії, яка на той час ще не була правлячою.

## Історія
До 21 жовтня 1965 року вважалася частиною вулиці Чичеріна (нині Олександра Чигріна). Того ж дня провулок 2-й Чичеріна був перейменований на провулок Фучика.

## Галерея
|  |  |  |  |